# 顾绳谷
顾绳谷（1930年—2013年3月12日），男，上海人，中国工业电气自动化专家，合肥工业大学教授、原校长，曾任中国自动化学会常务理事。